# Tadeusz Olbrycht

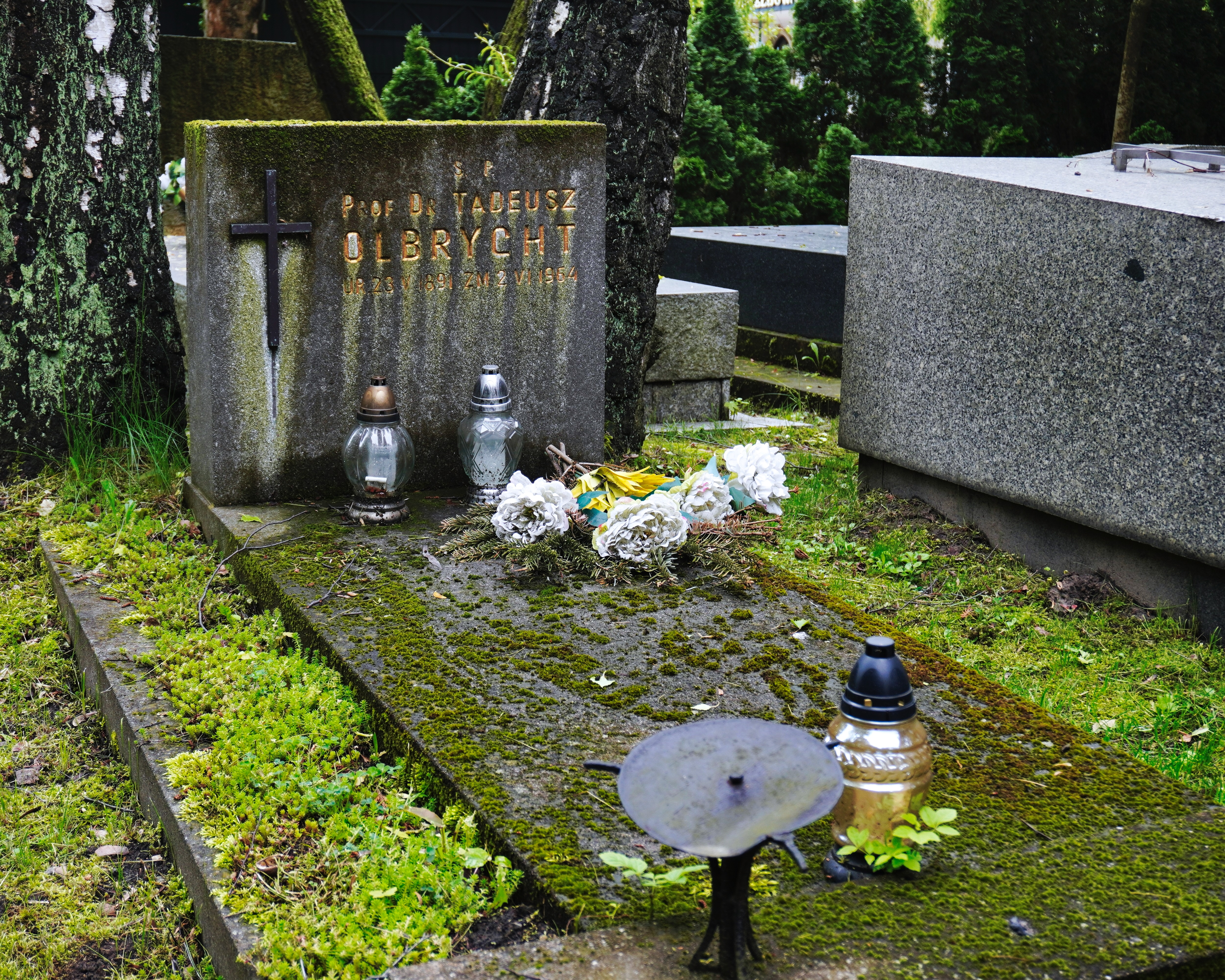
Grób Tadeusza Olbrychta na cmentarzu Rakowickim w Krakowie

Tadeusz Maria Celestyn Olbrycht (ur. 23 maja 1891 w Sanoku, zm. 2 czerwca 1963 w Krakowie) – polski zootechnik, lekarz weterynarii, naukowiec.

## Życiorys
Tadeusz Maria Celestyn Olbrycht urodził się 23 maja 1891 w Sanoku. Był synem Piotra Olbrychta (w 1882 zastępca prowizoryczny nauczyciela w szkole ludowej w Zahutyniu pod Sanokiem, lekarz weterynarii, w 1887 mianowany weterynarzem powiatowym w Sanoku i służący tam w kolejnych latach przy c. k. starostwie powiatu sanockiego, w 1911 starszy weterynarz przy c. k. starostwie powiatu wadowickiego) i Marii z domu Jaworskiej (córka Jana, proboszcza greckokatolickiego w Zahutyniu). Jego braćmi byli Jan Stanisław (1886–1968, lekarz, profesor), Bruno (1895–1951, generał Wojska Polskiego).
W 1909 ukończył naukę w Gimnazjum w Wadowicach. Następnie studiował weterynarię we Lwowie do 1912. Studia te kontynuował w Dreźnie i Wiedniu, gdzie w 1914 uzyskał dyplom weterynarza.
Przed 1914 był członkiem Związku Strzeleckiego. Po wybuchu I wojny światowej został powołany do C. K. Armii i służył w jej szeregach od 1914 do 1918. Został mianowany na stopień wojskowego podweterynarza, pozostając w tym charakterze do 1918 bez określenia starszeństwa. Pełnił stanowisko dyrektora szpitala koni na Węgrzech i na froncie włoskim. Po odzyskaniu przez Polskę niepodległości został przyjęty do Wojska Polskiego 5 grudnia 1918. W służbie czynnej pozostawał do 7 stycznia 1921. Został awansowany na stopień kapitana lekarza weterynarii rezerwy ze starszeństwem z 1 czerwca 1919. W 1923, 1924 był oficerem rezerwowym lekarzem weterynarii w Kadrze Okręgowego Szpitala Koni nr VII w Poznaniu. W 1934 pozostawał w ewidencji Powiatowej Komendy Uzupełnień Lwów Miasto.
Po 1918 r. był asystentem w Akademii Weterynaryjnej we Lwowie. Na tej uczelni w 1922 uzyskał stopień naukowy doktora nauk weterynaryjnych. Także w 1922 r. ukończył studia na Wydziale Rolniczo-Leśnym na Uniwersytecie Poznańskim, uzyskując dyplom inżyniera rolnika. Od 1922 do 1924 był specjalistą hodowli zwierząt w Stanach Zjednoczonych Ameryki. Został adiunktem w Katedrze Hodowli Zwierząt UP. W 1924 uzyskał tam stopień naukowy doktora habilitowanego. Od 1924 był zastępcą profesora, od 1926 docentem.  W 1927 otrzymał tytuł profesora nadzwyczajnego i kierownikiem Zakładu Hodowli Zwierząt w AMW. Równolegle był wykładowcą na Wyższych Kursach Ziemiańskich we Lwowie. W 1938 otrzymał tytuł profesora zwyczajnego. Był prezesem Lwowskiego Towarzystwa Zootechnicznego. Udzielał się w komisjach Małopolskiego Towarzystwa Rolniczego.
Podczas II wojny światowej przebywał na emigracji w Wielkiej Brytanii. Był profesorem hodowli zwierząt i pełnił funkcję prodziekana Wydziału Weterynaryjnego na Uniwersytecie Edynburskim. Ponadto zdobył on doktorat z genetyki na University of London w 1944.
Po zakończeniu wojny wrócił w 1946 w nowe granice Polski, zamieszkując we Wrocławiu. Został wykładowcą na Uniwersytecie Wrocławskim i Politechnice Wrocławskiej. Był pierwszym dziekanem Wydziału Zootechnicznego w latach 1950–1953. Kierował Katedrą Ogólnej Hodowli Zwierząt Uniwersytetu, a później Wyższej Szkoły Rolniczej we Wrocławiu do 1961.
Był żonaty z Franciszką, siostrą Hilarego Minca. Zmarł w 1963 w Krakowie i został pochowany tamże w alei zasłużonych na cmentarzu Rakowickim (kwatera LXVII-zach. 2-7).

## Dorobek naukowy
Tadeusz Olbrycht był specjalistą w dziedzinie genetyki, hodowli zwierząt, biologii rozrodu zwierząt gospodarskich oraz żywienia zwierząt. Zaliczany jest do pionierów w zakresie sztucznego unasienniania zwierząt gospodarskich. Staż naukowy, a następnie etat asystenta uzyskał w Stanach Zjednoczonych u prof. Thomasa Hunta Morgana – laureata naukowej nagrody Nobla, na Uniwersytecie Columbia w Nowym Jorku. Pracował także jako lekarz weterynarii w stadninie koni w Kentucky.
Zaaklimatyzował w Polsce kukurydzę pastewną: koński ząb i wyhodował 4 odmiany. Opracował nowoczesny sprzęt do unasienniania zwierząt gospodarskich i dokonywania pomiarów, udowodnił eksperymentalnie, że rzęsistek bydlęcy powoduje ronienia u krów.
Przed 1939 ogłosił około 50 prac w swojej specjalności naukowej. Do jego najważniejszych prac należą:
- Podstawy rozwoju zootechniki miczurinowskiej w ZSRR, Lublin 1950.
- Unasienianie zwierząt gospodarskich, Warszawa 1951.
- Możliwości zwiększenia płodności zwierząt w świetle biologii, Lublin 1951.
- Zootechnika. Część ogólna, Wrocław 1952.
- Jak podnieść żywotność i płodność zwierząt gospodarskich, Warszawa 1955.
- Kukurydza, Warszawa 1956.
- Typy użytkowe i rasy zwierząt domowych, Wrocław 1960.

## Ordery i odznaczenia
- Krzyż Oficerski Orderu Odrodzenia Polski[18]
- Medal Niepodległości (5 sierpnia 1937)[22]
- Medal Pamiątkowy za Wojnę 1918–1921[1]
- Medal Dziesięciolecia Odzyskanej Niepodległości[1]
- Medal za Długoletnią Służbę[1]
- Złoty Krzyż Zasługi Cywilnej na wstążce Medalu Waleczności (Austro-Węgry, przed 1917)[11]